# Port lotniczy Totness
Port lotniczy Totness (IATA: TOT, ICAO: SMCO) – port lotniczy zlokalizowany w miejscowości Totness, w Surinamie.